# André Charles Collini
André Charles Collini (* 18. November 1921 in Tunis; † 10. November 2003 in Lourdes) war Erzbischof von Toulouse.

## Leben
André Charles Collini empfing am 20. September 1947 die Priesterweihe.
Papst Johannes XXIII. ernannte ihn am 7. September 1962 zum Koadjutorbischof von Ajaccio und Titularbischof von Zephyrium. Der Erzbischof von Karthago, Paul-Marie-Maurice Perrin, weihte ihn am 7. Oktober desselben Jahres zum Bischof; Mitkonsekratoren waren Paul-Pierre-Marie-Joseph Pinier, Bischof von Constantine, und Gaston-Marie Jacquier, Weihbischof in Algier.
Er nahm an allen Sitzungsperiode des Zweiten Vatikanischen Konzils teil. Nach der Emeritierung Jean-Baptiste-Adrien Llosas folgte er ihm am 26. Juli 1966 als Bischof von Ajaccio nach. Paul VI. ernannte ihn am 22. Dezember 1972 zum Titularerzbischof pro hac vice von Salapia und Koadjutorerzbischof von Toulouse. Nach dem Rücktritt Louis-Jean-Frédéric Guyots folgte er ihm am 16. November 1978 als Erzbischof von Toulouse nach. Am 3. Dezember 1996 nahm Johannes Paul II. seinen altersbedingten Rücktritt an.